# عدد هیگن
عدد هیگن(به انگلیسی: Hagen number) یک عدد بدون بعد می باشد که در دینامیک سیالات و در محاسبه جریان های اجباری(جابجایی اجباری) کاربرد دارد. این عدد به افتخار مهندس آلمانی هیگن(به آلمانی: Gotthilf Hagen) نامگذاری شده است.این کمیت که با نماد {\displaystyle Hg} نشان داده می‌شود به صورت زیر تعریف می شود:
{\displaystyle {\mathit {Hg}}=-{\frac {1}{\rho }}{\frac {\mathrm {d} p}{\mathrm {d} x}}{\frac {L^{3}}{\nu ^{2}}}}
که در این رابطه:
- {\displaystyle {\frac {\mathrm {d} p}{\mathrm {d} x}}} گرادیان فشار
- L طول مشخصه
- {\displaystyle \rho } چگالی سیال
- {\displaystyle \nu } ویسکوزیته سینماتیک

و در جابجایی طبیعی داریم:
{\displaystyle {\frac {\mathrm {d} p}{\mathrm {d} x}}=\rho g\beta \Delta T,}
در نتیجه عدد هیگن برابر با عدد گراشوف می شود.

## منایع
- R. K. Shah, Dušan P. Sekulić.Fundamentals of heat exchanger design.New Jersy.Wiley and Sons.2003 ISBN 0-471-32171-0